# Lucjan Brychczy
Lucjan Brychczy (Ruda Śląska, Segunda República polaca; 13 de junio de 1934-Varsovia, Polonia; 2 de diciembre de 2024) fue un futbolista y entrenador polaco, conocido por su larga trayectoria en el Legia de Varsovia, equipo en el que jugó como delantero durante dieciocho años. Posteriormente ocupó el cargo de entrenador del club en cuatro ocasiones: en 1972, 1979, 1987 y 1990.

## Biografía
Brychczy, conocido por su apodo Kici, comenzó en las categorías inferiores del LTS Łabędy Gliwice, siendo transferido posteriormente al Piast Gliwice. Tras un año con el club polaco, se trasladó a Varsovia en 1954 debido a compromisos militares, permaneciendo hasta el final de su carrera no solo como jugador del Legia de Varsovia, sino también como su entrenador tras anunciar su jubilación en 1972.
Entre los títulos cosechados por el Legia de Varsovia, están las cuatro ligas logradas en 1955, 1956, 1969 y 1970, así como cuatro Copas de Polonia, conquistadas en 1955, 1956, 1964 y 1966. Con cerca de 182 goles y 368 partidos disputados durante sus 18 temporadas con el Legia, Brychczy ostenta el récord de mayor número de presencias y de goles en la historia del club.
Su carrera en el Legia incluyó su participación en la Liga de Campeones de la UEFA de 1970, en donde el Legia alcanzó las semifinales y el honor de entrar en el Salón de la Fama del club junto a jugadores como Deyna, Górski, Pohl o Zientara.
Brychczy fue galardonado con la Cruz de Oficial de la Orden Polonia Restituta.
El 2 de diciembre de 2024, falleció a los 90 años en Varsovia, Polonia.